# Пятёрка (Ярославль)
Пятёрка — жилой район в центральной части Ярославля вокруг улицы Чкалова. Состоит из кварталов ограниченных улицами Автозаводской, Угличской, проспектами Ленина и Октября.

## История
В начале XX века на территории современного жилого района «Пятёрка» находились две деревни: Мордвиново, поначалу принадлежавшая помещику Мордвину Григорьевичу Купреянову, и Чебоксарово, известная с середины XVI века под названием Волово Ложнице (с вариантом Воловожище) как владение помещика Третьяка Ивановича Огородникова. Деревня Мордвиново располагалась на месте стадиона «Торпедо» и вошла в черту города в 1940 году, а Чебоксарово — в 1944 году.
Территория начала развиваться как городская с начала строительства за чертой города завода Акционерного общества воздухоплавания Лебедева в 1916 году (впоследствии Ярославского автомобильного завода, а с 1959 года Ярославского моторного завода). В 1934 году в районе нынешней улицы Щапова возник Фибролитовый посёлок из 15 домов. Назывался он так потому, что 3-этажные дома и бараки в нём были построены из фибролита — недорогого материала, изготавливавшегося на основе спрессованной древесной стружки. В годы Великой Отечественной войны часть будущей Пятёрки (находящаяся в квадрате, ограниченном улицами Радищева на востоке, Автозаводской на севере, Жукова на западе и Чкалова на юге) была возведена немецкими военнопленными и застроена преимущественно двухэтажными многоквартирными домами, а также деревянными бараками.

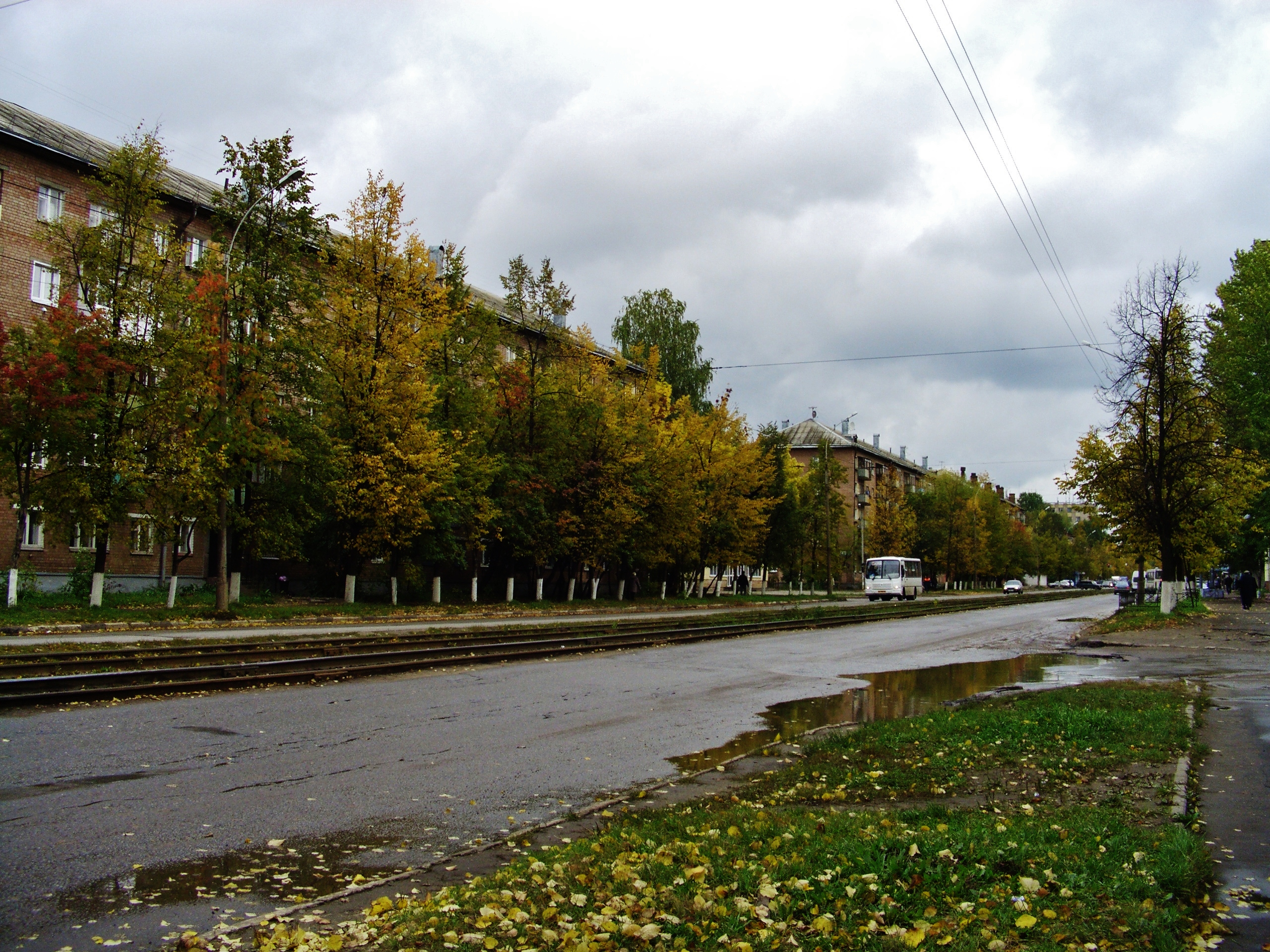
Улица Чкалова

В 1956 году был пущен новый трамвайный маршрут под номером 5, связавший посёлок моторостроителей с центром города. Он ходил всего 10 лет, потом были другие маршруты, но название закрепилось среди ярославцев. С 2007 года трамвай № 5 снова ходит в этот район, но уже не из центра, а из Брагино.
Застройка Пятёрки завершена в 1970-х годах. Значительная часть района состоит из «хрущёвок». В 1960-е годы на Пятёрке появился Дворец спорта, а спустя 10 лет был выстроен бассейн «Лазурный». В 1970 году состоялось открытие второго в городе широкоформатного кинотеатра «Волга» (снесён в 2015 году).

## Инфраструктура

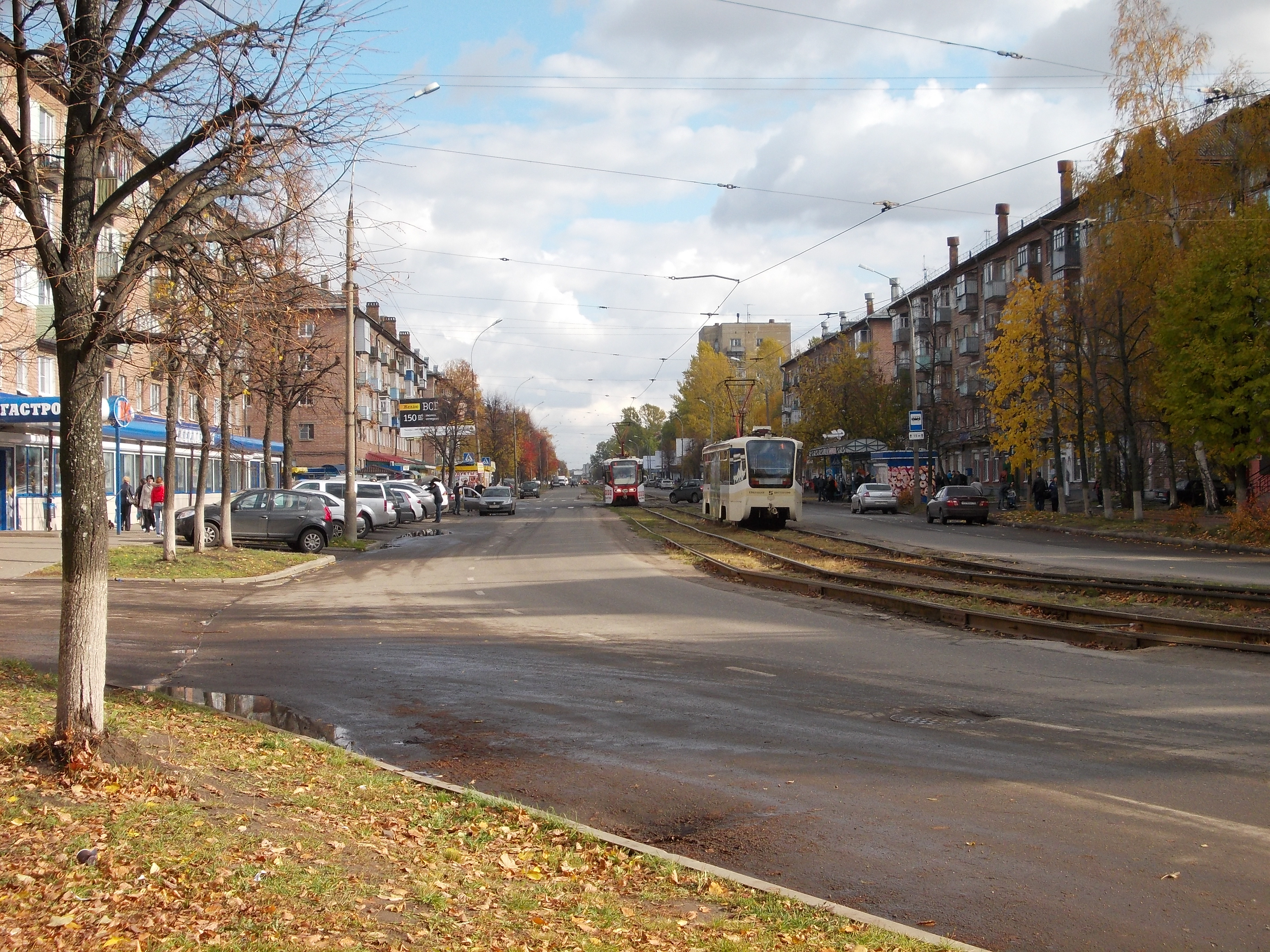
Улица Чкалова

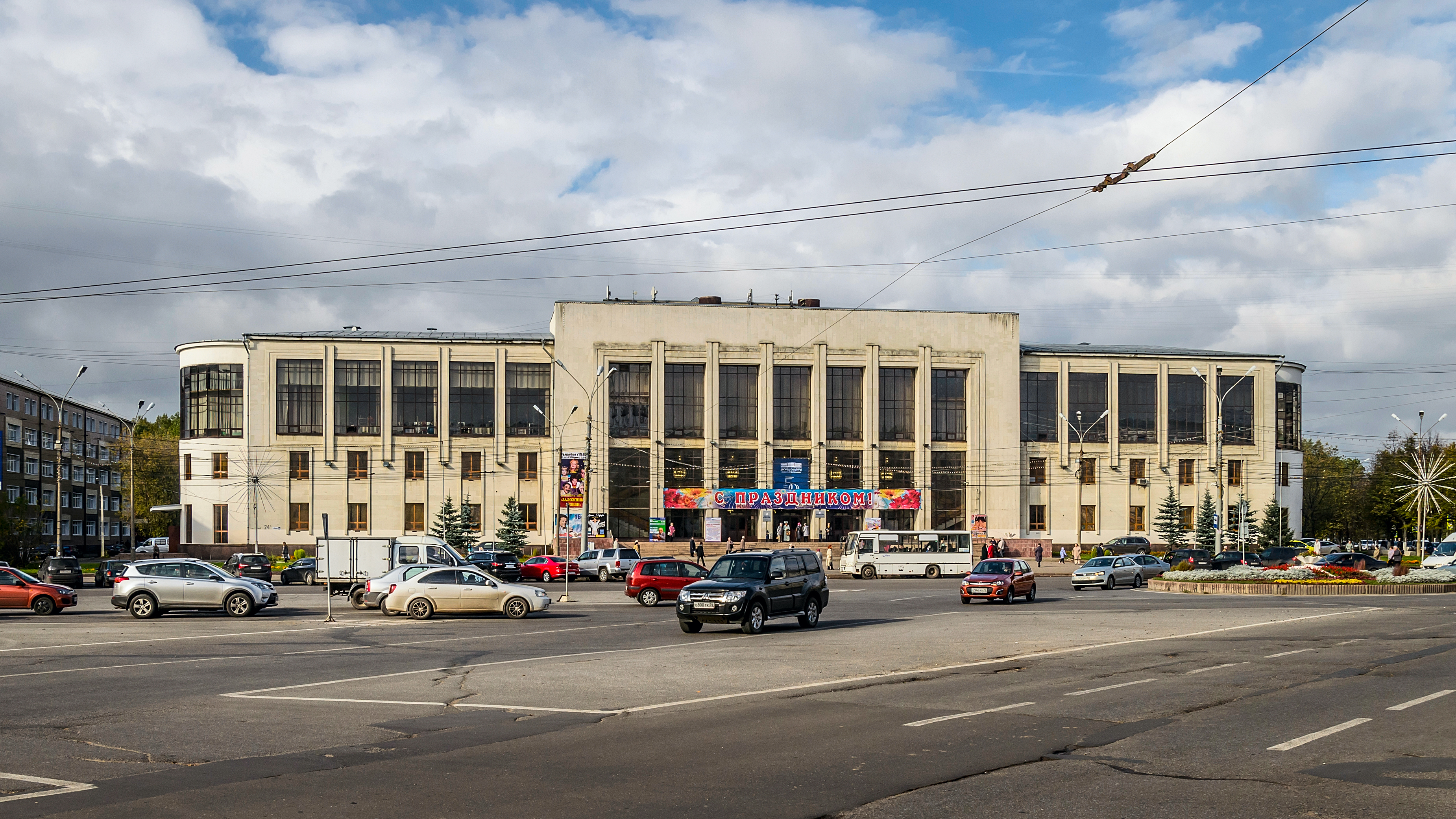
ДК им. Добрынина (бывший ДК Моторостроителей)

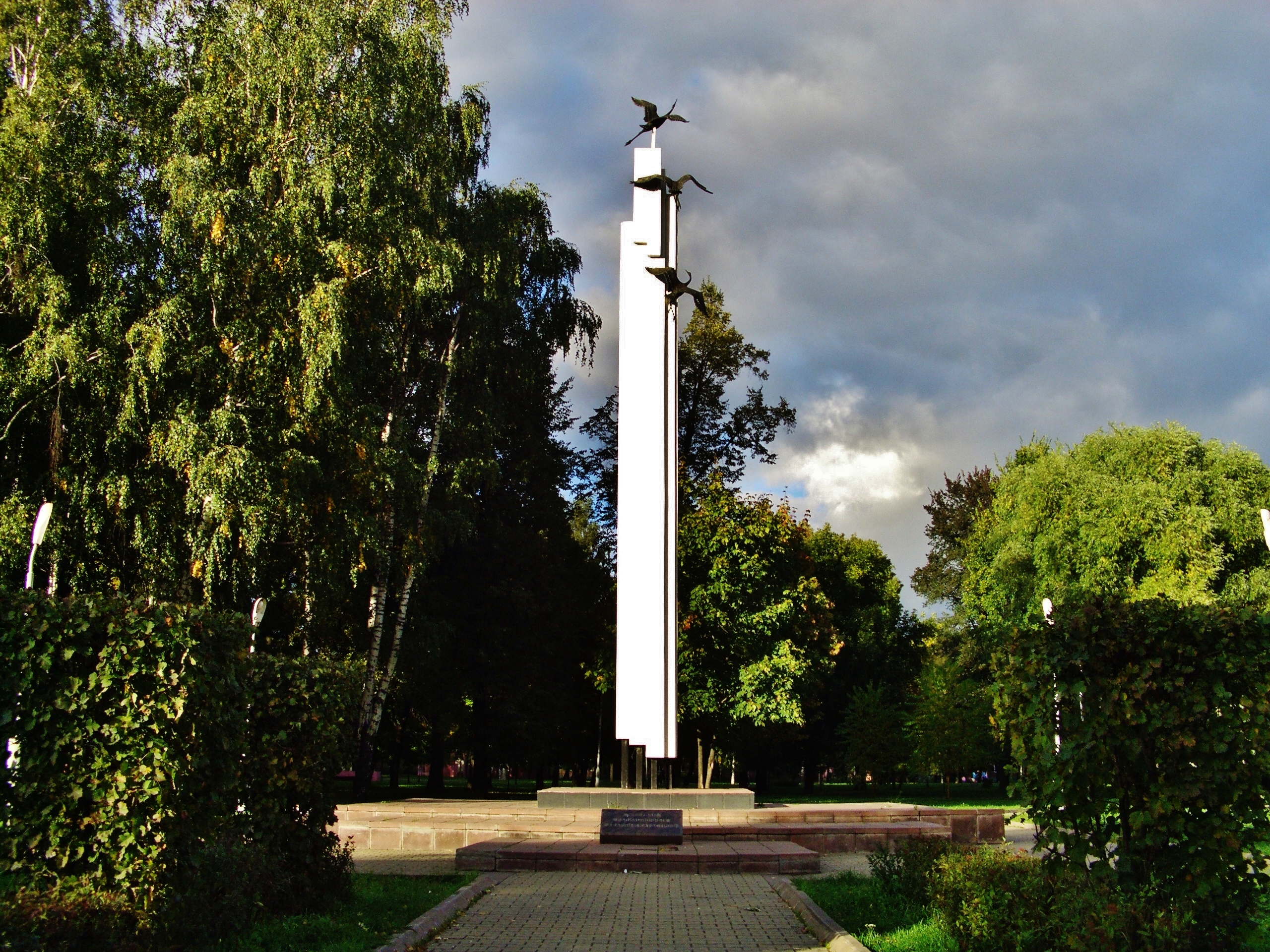
Стела в Угличском парке

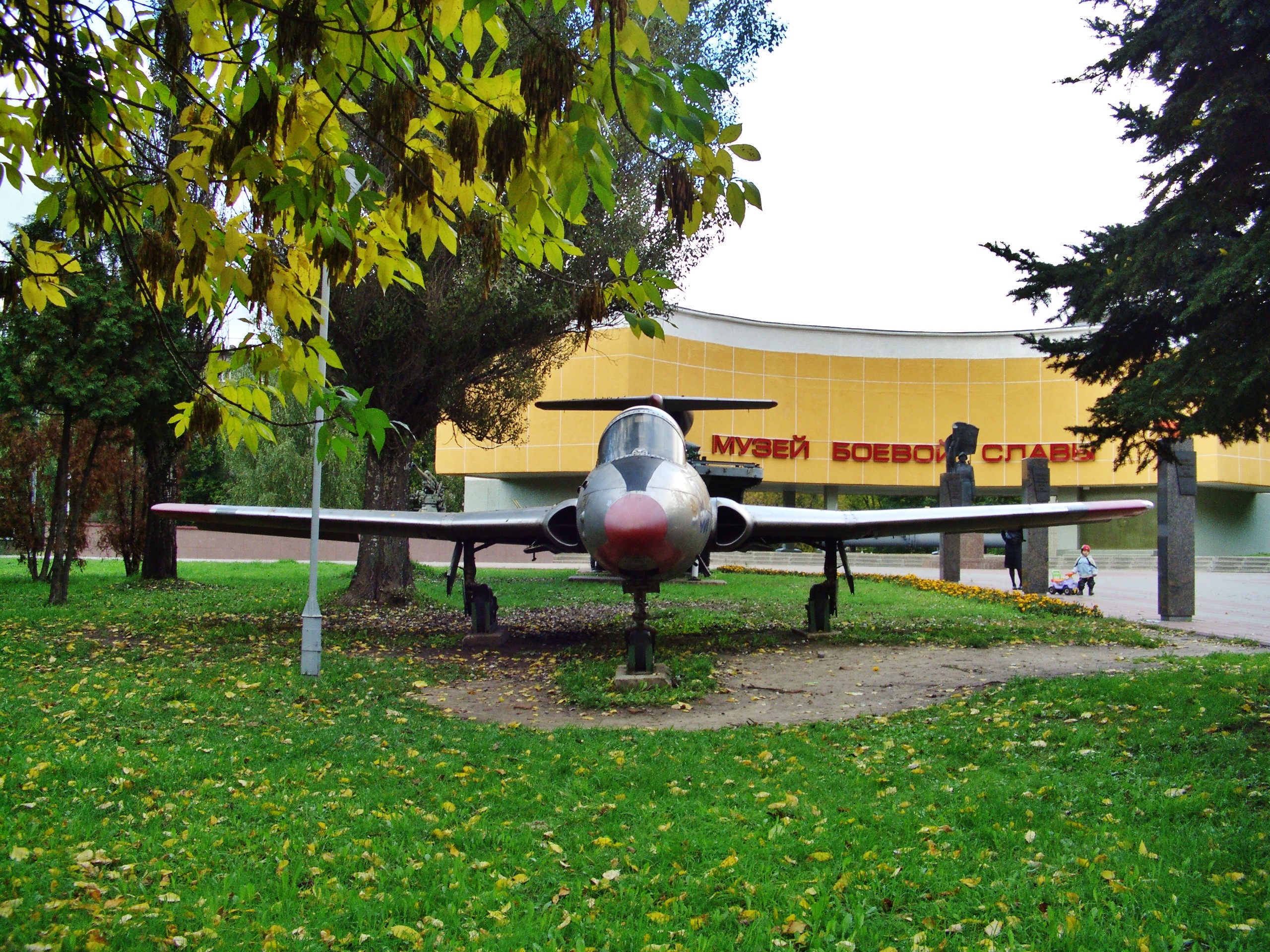
Музей Боевой Славы

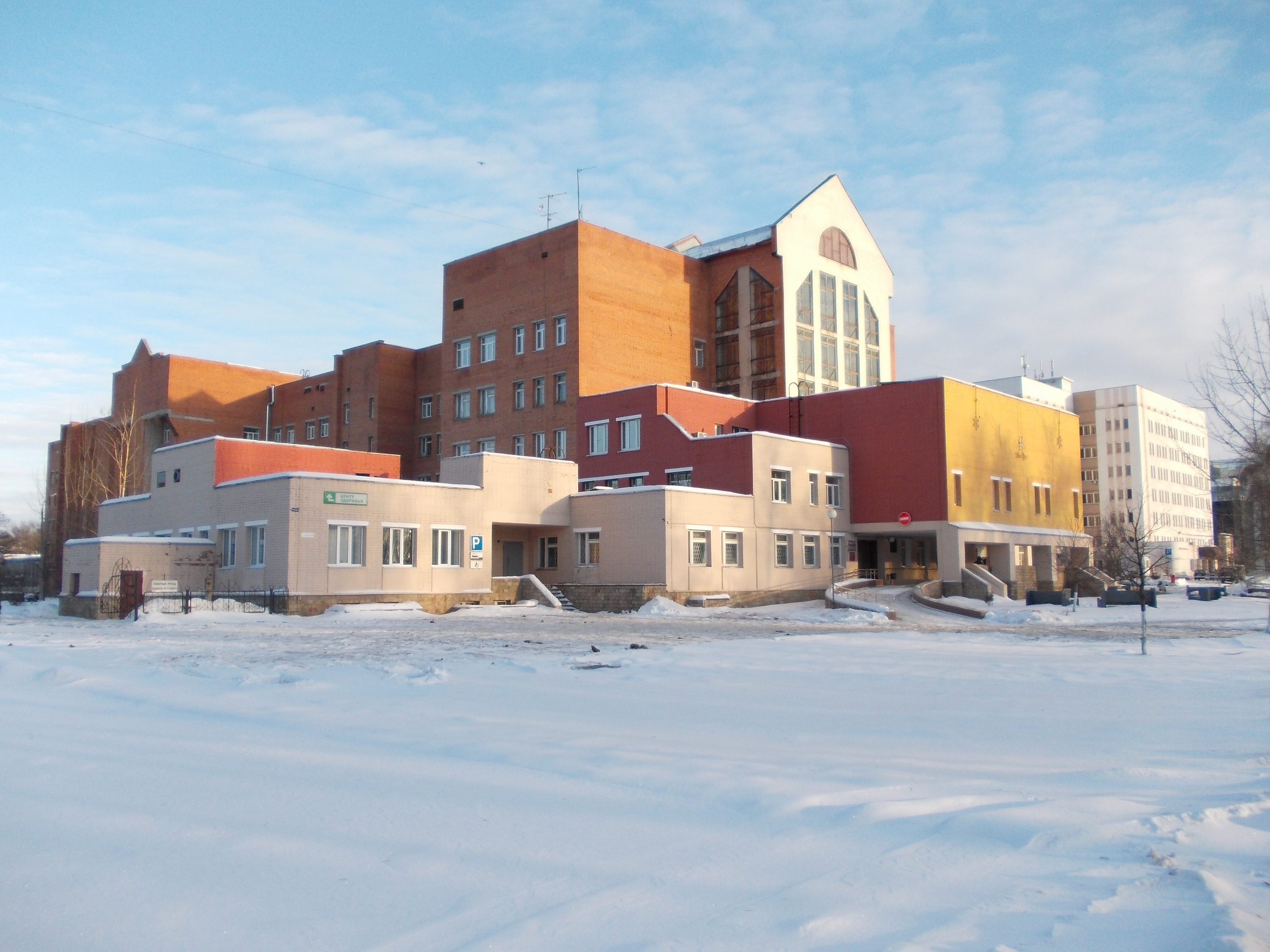
Госпиталь ветеранов войн

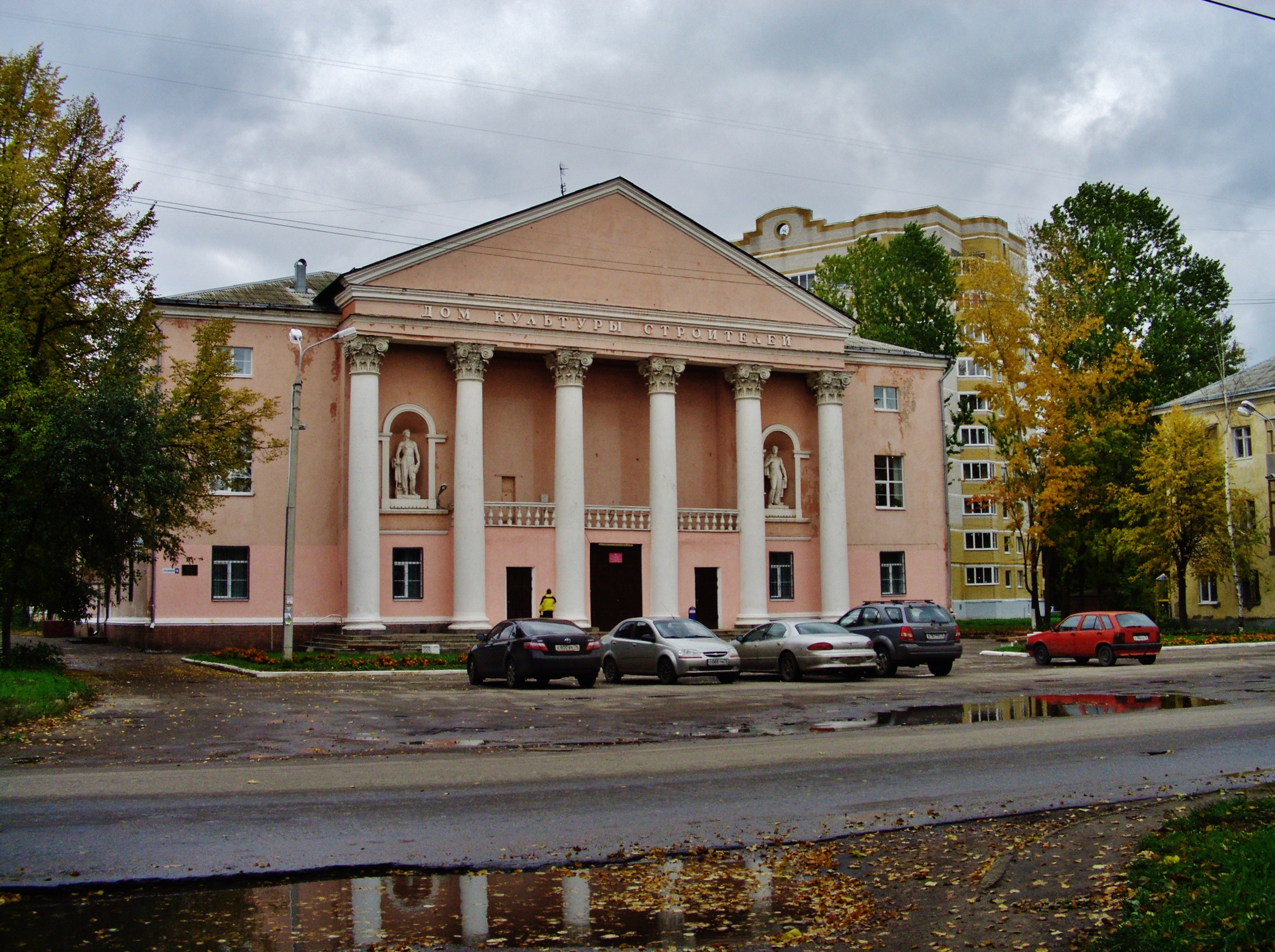
ДК Строителей

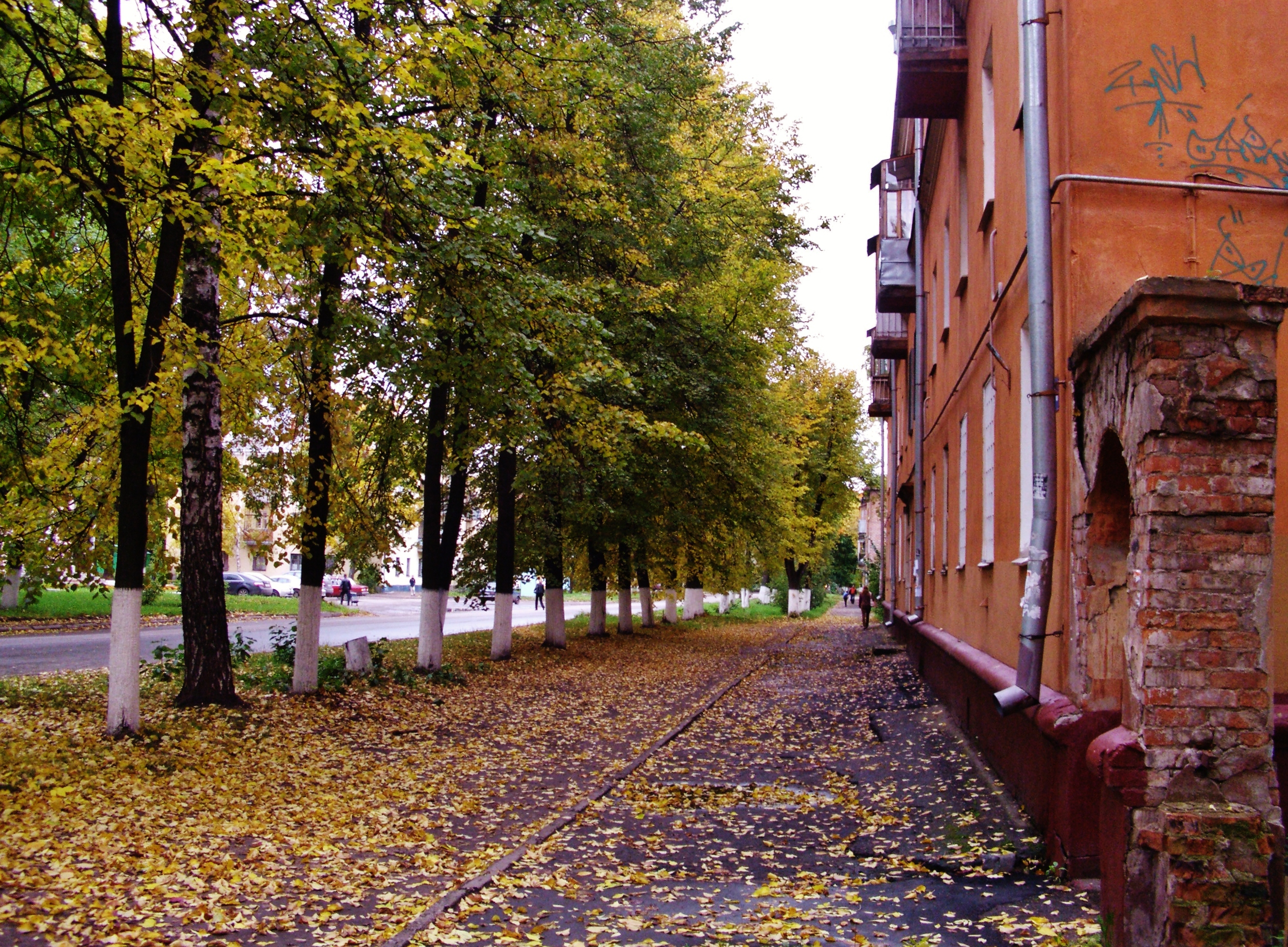
Улица Кудрявцева

В настоящее время это район с развитой инфраструктурой и хорошим скоростным доступом. Недостатком можно считать изношенную инженерную инфраструктуру, дома, в основном экономкласса с остатками коммуналок, отсутствию внутриквартальной ливневой канализации, недостаток организованных парковочных мест у жилых домов. Не очень хорошая по некоторым параметрам (фенолы) экология компенсируется впечатляющим количеством деревьев в каждом дворе, в основном высаженных при закладке района в шестидесятых годах, ныне — высотою вровень с домами или даже выше их. Многие деревья чрезвычайно запущены и разрастаются без всякого вмешательства городских служб; но несмотря на это — а возможно и благодаря этому — Пятёрка является районом чрезвычайно зелёным.
Хоккейный клуб «Локомотив» Ярославль впервые стал чемпионом России проводя домашние матчи на стадионе «Автодизель», являющимся частью городского спортивного комплекса расположенного на «Пятёрке». В марте 2008 года на Пятёрке закончилась реконструкция бывшего открытого легкоатлетического стадиона ОАО «Автодизель». Построен новый, закрытый надувным куполом, легкоатлетический манеж с искусственным футбольным полем. На Пятёрке в 80-х годах построен единственный в городе закрытый бассейн с 50-метровыми дорожками.

## Улицы
- Автозаводская улица — улица, расположенная между улицами Чехова на востоке и Чкалова на юге. Примерная протяженность — 3,1 км. Названа в честь расположенного параллельно улице Ярославского автозавода (ныне — Ярославский моторный завод), до ноября 1957 года носила название ул. Стахановцев. В восточном конце улицы расположены Ярославский автомеханический техникум и профессиональный лицей № 31, остальная её часть застроена жилыми домами. Зелёные насаждения, расположенные на северной стороне улицы, отгораживают жилой район от авто- и железной дороги, а также моторного завода. По этой причине Автозаводская не имеет ни одного капитального строения, числящегося по четной (северной) стороне, кроме построенного в 2011 г. в квартале между улицами Радищева и Добролюбова гаражного кооператива. При движении с востока на запад ул. Автозаводская является главной дорогой, за исключением перекрестков в обоих концах улицы: с улицей Угличской и ул. Чехова — там же улица Автозаводская — второстепенная.
- улица Белинского — улица, расположенная между Автозаводской и Угличской улицами. Примерная протяжённость — 1,25 км. Названа в 1938 году в честь литературного критика Виссариона Григорьевича Белинского[3].
- улица Добролюбова — улица, расположенная между улицами Автозаводская и Карла Либкнехта. Примерная протяжённость — 220 м. Названа в октябре 1938 года в честь литературного критика Николайя Александровича Добролюбова[3].
- улица Добрынина — улица, расположенная между Автозаводской и Угличской улицами. Примерная протяжённость — 1,06 км. Названа в марте 1982 года в честь Анатолия Михайловича Добрынина (1916—1982) — Героя Социалистического Труда, директора Ярославского моторного завода. С 1958 по 1982 год носила название улица Строителей — в честь строительного бума[3].
- 1-я Жилая улица и 3-я Жилая улица — улицы, расположенные в квартале между улицами Добрынина, Чкалова и Угличской. Названы в июне 1959 года по характеру застройки[3].
- улица Жукова — улица, расположенная между Автозаводской и Угличской улицами. Примерная протяжённость — 1,13 км. Названа в феврале 1948 года в честь Михаила Петровича Жукова, лётчика Великой Отечественной войны, Героя Советского Союза[3].
- улица Карла Либкнехта — улица, расположенная между улицами Добрынина на западе и Добролюбова на востоке, примерная протяжённость — 1400 м. Названа в 1938 году в честь одного из деятелей германского и международного рабочего и социалистического движения Карла Либкнехта. Улица Карла Либкнехта пересекает улицу Розы Люксембург, вместе эти улицы образуют тематический микрокомплекс (Карл Либкнехт и Роза Люксембург были убиты после подавления Ноябрьской революции)[3]. На улице Карла Либкнехта располагаются Ярославский гарнизонный военный суд и отделение «Сбербанка». Застроена она была преимущественно в конце 1940-х годов двухэтажными домами с мезонинами[4]. Некоторые из этих домов признаны аварийными. После сноса на их месте строятся многоэтажные жилые дома[5][6]. На улице нет ни одного регулируемого перекрестка, улица является, с недавнего [когда?] времени, главной дорогой по отношению к пересекаемым улицам, за исключением створа улицы, выходящего на улицу Добрынина.
- улица Кузнецова — улица, расположенная между улицами Автозаводская и Чкалова. Примерная протяжённость — 700 м. Названа в январе 1966 года в честь ярославского журналиста и писателя Александра Александровича Кузнецова, погибшего в годы Великой Отечественной войны. До этого с начала 1960-х годов улица носила название Автомеханический проезд — по расположенному на ней автомеханическому училищу[3].
- улица Лермонтова — улица, расположенная между улицами Чехова и Жукова. Примерная протяжённость — 900 м. Названа в начале 1960-х годов в честь великого русского поэта Михаила Юрьевича Лермонтова[3].
- улица Радищева — улица, расположенная между Автозаводской и Угличской улицами. Примерная протяжённость — 1,36 км. Названа в октябре 1938 года в честь русского философа Александра Николаевича Радищева[3].
- улица Розы Люксембург — улица, расположенная между улицами Автозаводской на севере и Чкалова на юге, примерная протяженность — 650 м. Улица названа в 1950-х годах в честь одного из известных деятелей германского и международного рабочего и социалистического движения Розы Люксембург. Улица Розы Люксембург пересекает улицу Карла Либкнехта, вместе эти улицы образуют тематический микрокомплекс (Карл Либкнехт и Роза Люксембург были убиты после подавления Ноябрьской революции)[3]. На улице Розы Люксембург располагаются пожарная часть № 2 ГУ МЧС по Ярославской области, а также несколько коммерческих объектов (фитнес-зал, цветочный магазин, 2 известных магазина продуктовых ретейлов, сауна), однако преимущественная застройка — двухэтажные жилые дома, возведенные в конце 1940-х гг. На улице нет ни одного регулируемого перекрестка, улица является второстепенной по отношению ко всем улицам, которые она пересекает.
- улица Чкалова — улица, расположенная между проспектом Октября и Угличской улицей, переходящей в Республиканский проезд и Автозаводскую улицу. Примерная протяжённость — 2,9 км. Возникла в послевоенные годы, при строительстве посёлка Ярославского автозавода. Название улица Чкалова официально присвоено в декабре 1948 года по предложению главного архитектора Ярославля А. В. Федорова в честь лётчика Валерия Павловича Чкалова[3].
- улица Чехова — улица, расположенная между Республиканским проездом с северной сотороны и вокзалом Ярославль-Главный с южной. Улица названа в честь знаменитого русского писателя и врача Антона Павловича Чехова. Нумерация домов начинается с севера на юг, и, как правило, северные участки улицы застроены более старыми домами: 2-, 3-этажными домами сталинской застройки и 4-, 5-этажными хрущевками, далее по ходу движения к вокзалу от пересечения с ул. Угличской этажность домов возрастает, а сами дома — поздней советской застройки. На улице расположены коммунальные, коммерческие, административные и социальные объекты (бухгалтерия РЭУ-23, поликлиника больницы РЖД, несколько детских садов, часть корпусов Ярославской областной онкологической больницы, корпус Ярославского медицинского университета, Дом ночного пребывания, отделение полиции, офисные здания, магазины известных продуктовых ретейлов). На юге улицы, рядом с вокзалом, в противоположной жилой застройке стороне, располагается городское Леонтьевское кладбище. Улица имеет 4 регулируемых перекрестка, с остальными пересекаемыми улицами (и этими, когда светофоры отключены) улица Чехова является второстепенной. Исключением являются перекрестки ул.Чехова — ул.Автозаводская, ул.Чехова — ул.Добролюбова и ул.Чехова — ул.Кудрявцева.